# NGC 2676
NGC 2676 је лентикуларна галаксија у сазвежђу Велики медвед која се налази на NGC листи објеката дубоког неба.
Деклинација објекта је + 47° 33' 30" а ректасцензија 8h 51m 35,6s. Привидна величина (магнитуда) објекта NGC 2676 износи 13,4 а фотографска магнитуда 14,4. NGC 2676 је још познат и под ознакама UGC 4627, MCG 8-16-32, CGCG 237-22, NPM1G +47.0123, PGC 24881.